# Salim Chishti
Shaij Salim Chishti (en urdu: شيخ سلیم چشتی‎; Delhi, 1480-Fatehpur Sikri, 1572) fue un santo sufí indio, miembro de la tariqa de la Chishtiyya. Tras una larga estancia en Oriente Próximo y Arabia, regresó para instalarse en Sikri, en India, donde su santidad atrajo a numerosos visitantes. Entre ellos se encontraba el emperador Akbar, que hizo construir su nueva capital, Fatehpur Sikri, en el emplazamiento de su ermita.

## Biografía
Nacido en el seno de una prominente familia de Delhi en 1480,Era descendiente del jeque Farid, predicador y místico musulmán sunípunyabí. Una hija del jeque Salim Chishti fue la madre adoptiva del emperador Jahangir. El emperador estaba profundamente unido a su madre adoptiva, como se refleja en el Jahangirnama, y era muy cercano a su hijo Qutubuddin Koka que fue nombrado gobernador de Bengala y Odisha. Su hijo mayor, Saaduddin Khan, fue ennoblecido Saaduddin Siddique y se le concedieron tres jagirs en el zila de Gazipur de Amenabad, Talebabad y Chandrapratap. Actualmente vive allí su bisnieto Kursheed Aleem Chishti, que es la 16.ª generación de Salim Chishti.
Salim Chishti viajó durante más de veinte años por Arabia y Oriente Próximo. Realizó varias peregrinaciones a La Meca y Medina, ciudades santas en las que vivió durante ocho años. Siguió las enseñanzas de muchos doctores islámicos, pero poco a poco se fue alejando de ellas para acercarse a la filosofía sufí. En 1564, a la edad de 80 años y con fama de sabio y santo, regresó a la India para instalarse en Sikri, una región árida y rocosa a 40 km de Agra. Allí vivió como un asceta, descalzo y vestido simplemente con un taparrabos de algodón, lo que contribuyó a su prestigio y atrajo a multitud de visitantes, tanto humildes como aristocráticos.
El emperador mogol Akbar, que sentía curiosidad y estaba preocupado por no tener descendencia, ya que todos sus hijos habían muerto en la infancia, también le visitó a partir de 1568. El santón predijo el nacimiento de tres hijos, y cuando el futuro Jahangir nació el 30 de agosto de 1569, le honró poniéndole el nombre de Salim. Considerando que el lugar le era favorable y deseando alejarse de la corte y de los religiosos de Agra, el soberano decidió construir una nueva capital en Sikri. Las obras comenzaron en 1571 y, mientras esperaba a que se terminara su palacio, el monarca se alojó en la casa de Salim Chishti, considerablemente ampliada. Salim Chishti murió al año siguiente, el 13 de febrero de 1572, a los 92 años.

## Mausoleo

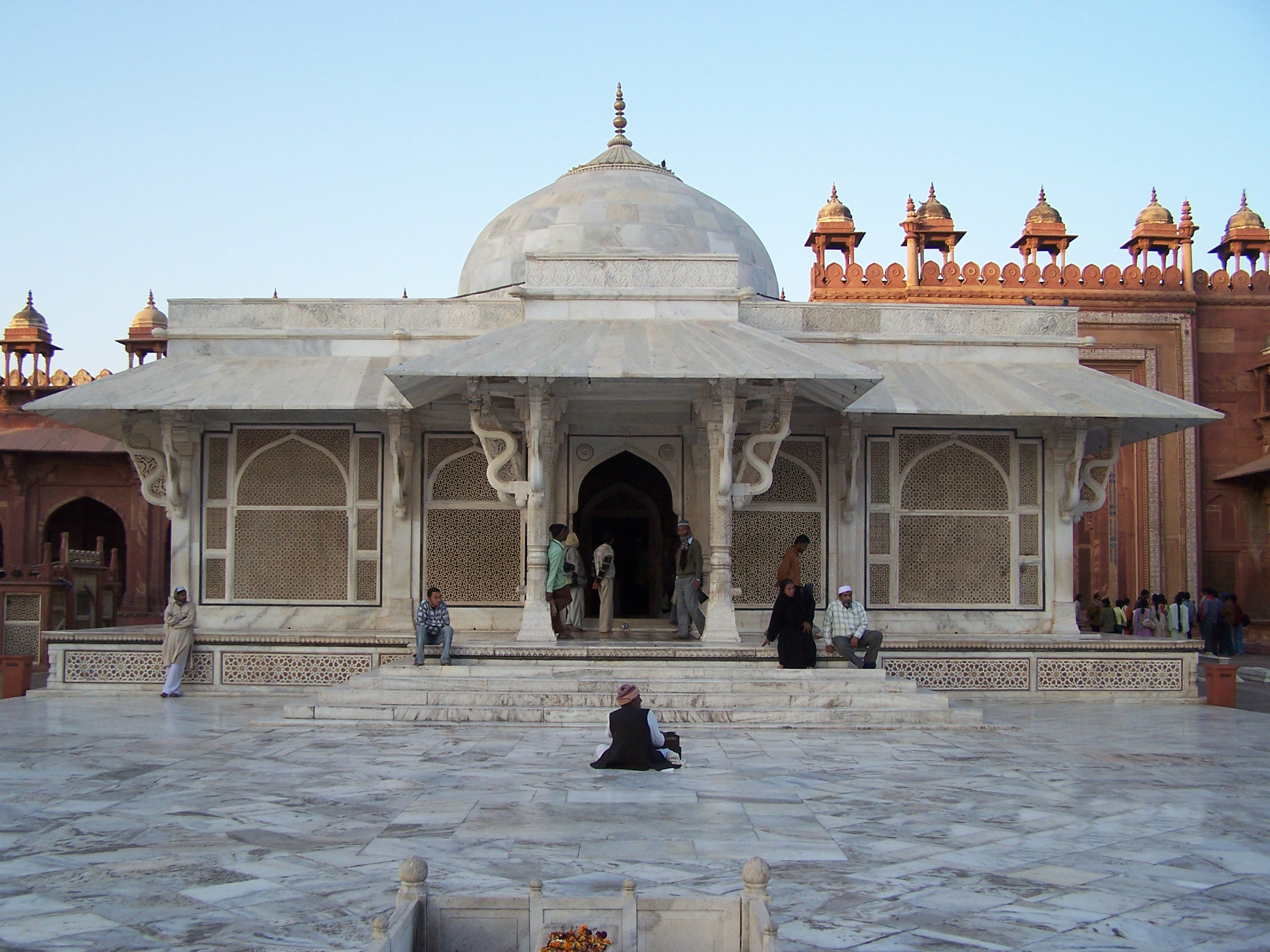
Vista de la fachada del edificio.

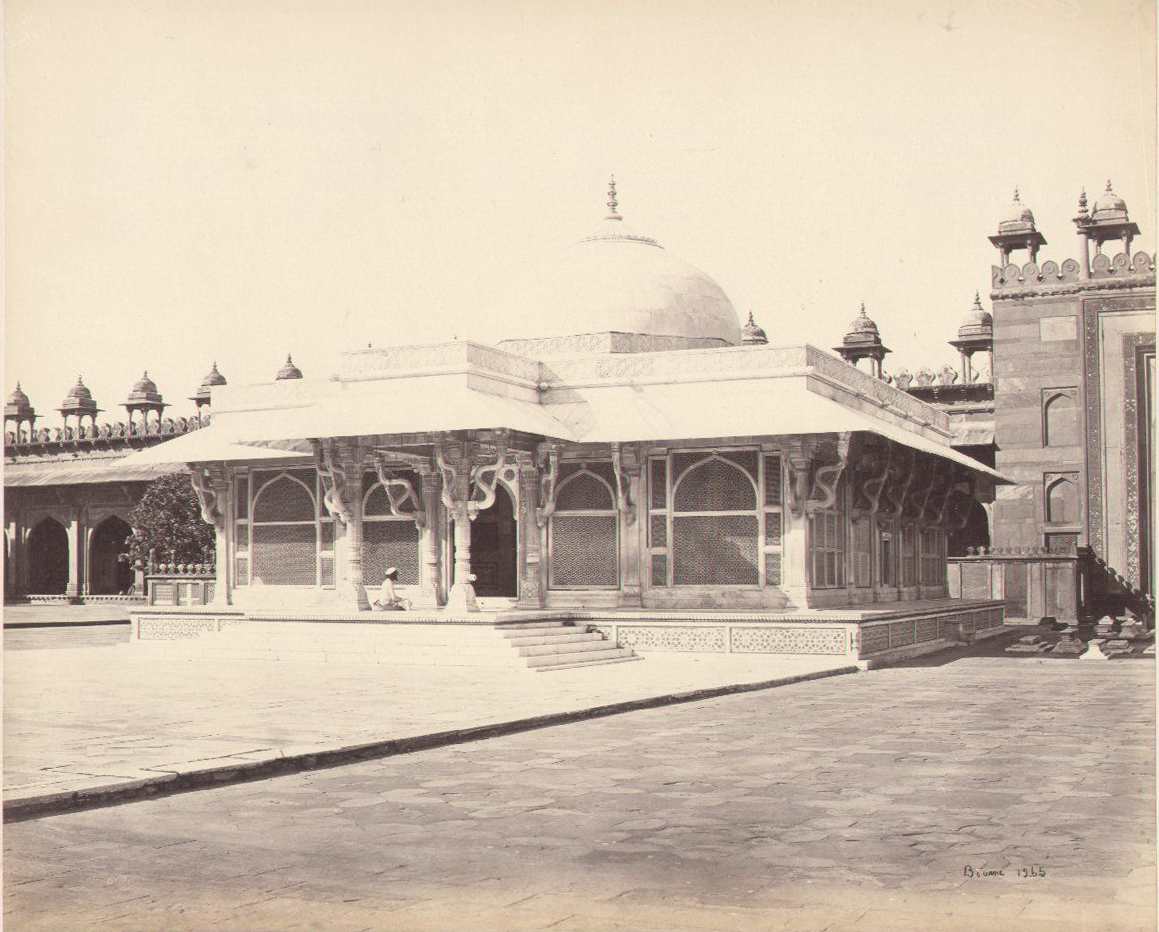
Mausoleo de Salim Chishti tomado por Samuel Bourne en 1865.

Akbar ordenó la construcción del mausoleo  de Salim Chishti]] en el patio de la mezquita. Diseñada por el arquitecto persa Nawab Qutb ud-Din Khan, es un edificio que contrasta con los demás del complejo palaciego en primer lugar por su modesto tamaño —mide siete metros de lado y se eleva una sola planta—; en segundo lugar, por su material, mármol blanco, mientras que los demás edificios son de arenisca roja; y en tercer lugar, por la delicadeza de su ornamentación.
Orientada hacia el sur, está rematada por una cúpula y se alza sobre una plataforma de aproximadamente un metro de altura, cuyos laterales están adornados con un mosaico geométrico de mármol negro y amarillo.  El exterior de la tumba está protegido por un tejadillo inclinado sostenido por soportes en forma de serpiente delicadamente esculpidos. Un pórtico en voladizo conduce a la galería que rodea el edificio y se abre al exterior a través de jaalis, pantallas de mármol delicadamente ahuecadas</ref>
La construcción concluyó en 1580-1581, pero no fue hasta el reinado de Jahangir cuando se colocaron los "jaalis" y se cubrió la cúpula con mármol. Estos jalis forman una pantalla transparente que ofrece intimidad y permite que la brisa refresque el interior. También crean un hermoso juego de luces: la luz proyecta las formas de las aberturas sobre las superficies interiores, disolviendo los límites entre lo sólido y lo vacío.